# Ярославнефтеоргсинтез
Ярославнефтеоргсинтез («Славнефть-Ярославнефтеоргсинтез», «Славнефть-ЯНОС») — крупнейший нефтеперерабатывающий завод севера России. Расположен в Ярославле.

## История
Приказом Министерства нефтяной промышленности в 1952 году создана комиссия для выбора площадки под строительства нефтеперерабатывающего завода в Ярославле, в 1954 году Совет министров СССР утвердил участок и в 1955 начато строительство Новоярославского НПЗ. К 1958 году завершено строительство жилого посёлка (Нефтестрой), в 1958—1961 годы построена первая очередь завода.
13 октября 1961 года на заводе получен первый бензин, 17 октября первый эшелон с нефтепродуктами отправлен в Ленинград. В 1963 году введена в строй вторая очередь завода, к 1968 году мощность по переработке нефти увеличена в 3 раза.
В 1976 году создано производственное объединение «Ярославнефтеоргсинтез», в которое вошли Новоярославский НПЗ — головное предприятие, а также Ярославский нефтеперерабатывающий завод им. Д. И. Менделеева, Ярославский завод нефтяной тары.
В 1984 году вступил в строй комплекс по производству масел и парафинов КМ-2.
В 1993 году предприятие акционировано (создано АООТ «Ярославнефтеоргсинтез»). 5 декабря 1995 года Государственный комитет по управлению государственным имуществом утвердил план приватизации, согласно которому контрольный пакет акций АООТ «Ярославнефтеоргсинтез» передан в управление государственной вертикально-интегрированной нефтегазовой компании «Славнефть». 26 апреля 1996 года АООТ «Ярославнефтеоргсинтез» переименовано в ОАО «Славнефть-Ярославнефтеоргсинтез».
В 1997—2001 годы проведён первый этап реконструкции предприятия, включающий модернизацию установки каталитического крекинга. Второй этап реконструкции осуществлён в 2001—2006 годы, в его рамках построен комплекс глубокой переработки нефти. В 2006—2011 годы реконструированы установки гидроочистки дизельного топлива Л 24/6 и Л 24/7, были введены в эксплуатацию установки химводоподготовки и производства водорода высокой степени чистоты, произведён пуск новой установки первичной переработки нефти ЭЛОУ АТ мощностью 4 млн тонн в год, построены и успешно пущены установка гидроочистки бензина каталитического крекинга и установка изомеризации пентан-гексановых фракций «Изомалк-2». Инвестиции в реконструкцию и модернизацию производственных мощностей компании в 2000-е годы составили более $1,5 млрд.
В 1996—2004 годах до 3-й проходной завода ходил троллейбус, в настоящее время троллейбусная линия демонтировна.

## Собственники и руководство
Крупнейшие акционеры предприятия — компании «Газпром нефть» и «Роснефть». Акции юридического лица предприятия торгуются на Московской бирже. Рыночная капитализация на 2009 год оценивалась в 12,9 млрд руб. ($0,4 млрд).
Генеральный директор — Карпов Николай Владимирович.

## Деятельность
Одно из крупнейших нефтеперерабатывающих предприятий центральной России — входит в состав вертикально-интегрированной нефтяной компании «Славнефть». Основным видом деятельности предприятия является предоставление услуг по переработке нефти. Профиль НПЗ — топливно-масляный.
Мощности предприятия рассчитаны на переработку 15 млн тонн нефти в год. По объёмам первичной переработки нефти занимает 5-е место среди нефтеперерабатывающих заводов России.
На предприятии выпускается несколько десятков наименований нефтепродуктов: автомобильные бензины, дизельное топливо, авиационный керосин, топливо для реактивных двигателей и топочный мазут; базовые, компрессионные, трансмиссионные и индустриальные масла; битумы — дорожные, кровельные и строительные; парафино-восковая продукция, ароматические углеводороды.
В числе потребителей продукции завода — практически все крупные предприятия Центрального и Северо-Западного регионов России, а также аэропорты, Управление Северной железной дороги и объекты военно-промышленного комплекса.
Основными конкурентами являются: Рязанская НПК, Нижегороднефтеоргсинтез (Кстово), Московский НПЗ.
|  |  |